# Kali Gandaki

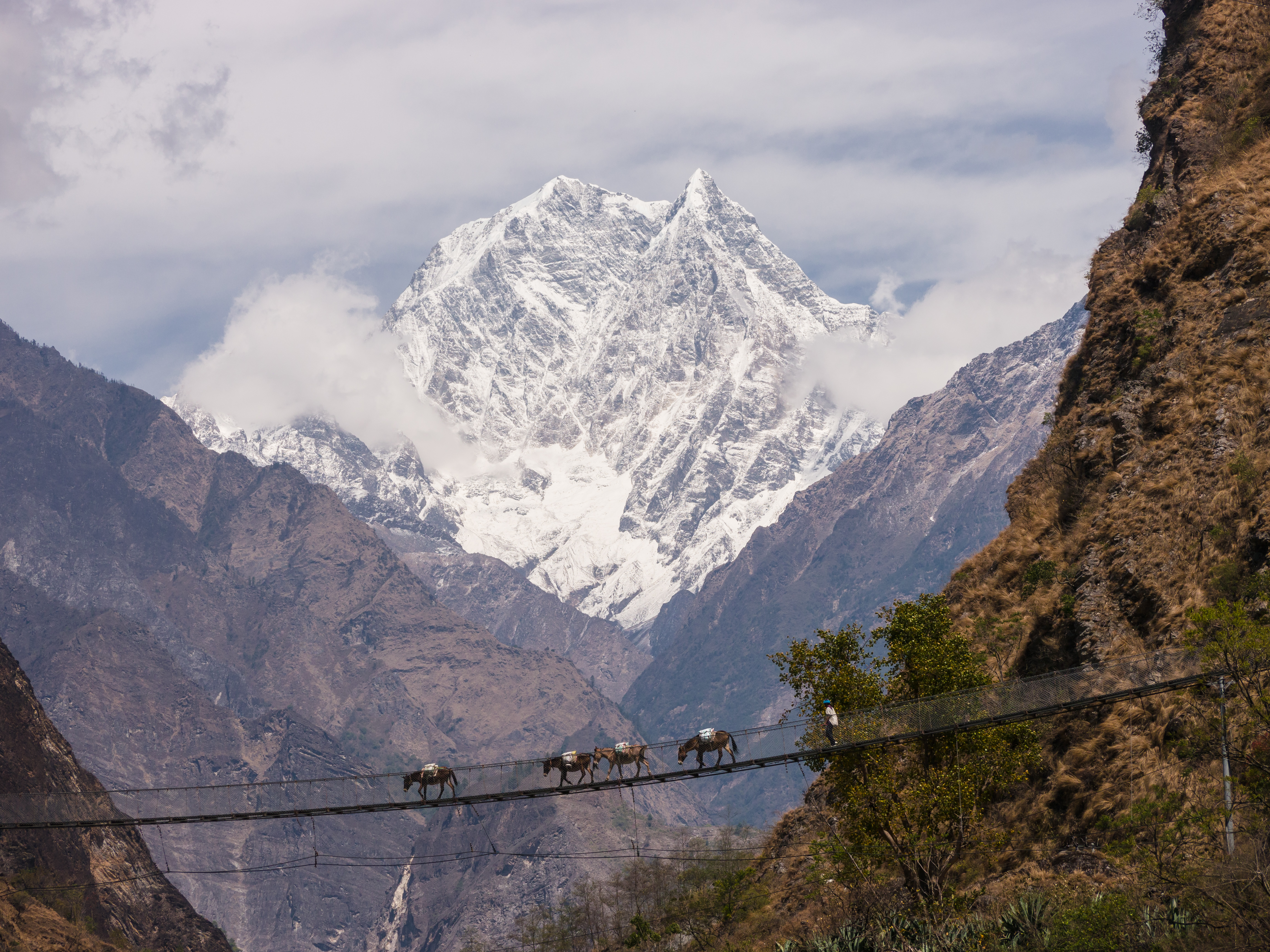
Der Nilgiri South (6839 m) als Kulisse für eine Hängebrücke über die Kali Gandaki in der Nähe von Tatopani

Die Kali Gandaki (Nepali: कालीगण्डकी, Kālīgaṇḍakī; deutsch: „Schwarze Gandaki“ wegen ihres dunklen Sedimentes) ist der rechte Quellfluss der Narayani (Gandaki), eines der vier großen Flüsse Nepals. Über Jahrhunderte verlief entlang der Kali Gandaki eine wichtige Handelsroute zwischen Tibet und Indien, insbesondere für Salz und Reis.

## Verlauf
Die Kali Gandaki entspringt am Nordrand des Himalayas in Mustang, ganz im Norden der Verwaltungszone Gandaki an der Grenze zu Tibet. Dort wird der Fluss auch Mustang Khola genannt. Von dort fließt sie südwärts und durchstößt den Hauptkamm des Himalaya. Damit bildet sie, flankiert von den 8000er-Gipfeln des Dhaulagiri und der Annapurna, das zweittiefste Durchbruchstal der Welt nach den weiter östlich befindlichen Dihangschluchten. Kurz vor Austritt der Kali Gandaki aus dem Himalaya vereinigt sie sich bei Ghumawune (Gandaki) mit dem Fluss Trishuli zur Narayani.

## Geographie und Klima

### Klima (Nepal)
Die feuchten Luftmassen, die durch den indischen Sommermonsun vom Arabischen Meer herangetragen werden, regnen an der Südabdachung des Himalaya ab. Da die Kali Gandaki den Hauptkamm des Himalaya durchschneidet, liegen die nördlichen, höheren Abschnitte des Flusstales im Regenschatten und die südlichen, tiefer gelegenen Teile des Tals an der regenreichen Südflanke des Gebirges.
Aufgrund der sich daraus ergebenden unterschiedlichen jährlichen Niederschlagsmengen entlang des Flusslaufes und wegen des relativ steilen Reliefs, verbunden mit den Auswirkungen der Höhe auf die mittleren Jahrestemperaturen, durchquert der Fluss in relativ kurzer Folge verschiedene Klima- und Vegetationszonen. Die Klimagürtel sind so schmal, dass einige Dörfer ihr „eigenes“ Klima haben. Beispielhaft seien, von Nord nach Süd, drei Orte angeführt:
- Kagbeni (⊙), nördlich des Hauptkamms des Himalaya, 2850 m, an der Leeseite des Gebirges: Die örtliche Landwirtschaft (u. a. Getreide und Apfelbäume) ist abhängig von der Bewässerung aus dem Fluss, denn dort regnet es nur sehr selten (mittlere Niederschlagsmenge im Juli, dem regenreichsten Monat: 58 mm; Jahresmittel: 328 mm). Die Landschaft ähnelt einer Geröllwüste, bei sommerlichen Tageshöchsttemperaturen um die 20 °C.[3]
- Kalopani (⊙), 30 km weiter flussabwärts, ungefähr dort, wo das Flusstal den Hauptkamm durchquert, 2500 m über dem Meer: Auf den ersten Blick ähnelt die überwiegend aus Nadelgehölzen bestehende Vegetation der eines Tals in den Alpen. Typische Pflanzen sind dort aber auch Sanddorn, Hanf und Bambus. Die Tageshöchstwerte können im Sommer die 20 °C-Marke übersteigen. Im Juli, dem regenreichsten Monat, fallen im Schnitt 140 mm (Jahresmittel 659 mm, d. h., dort fällt im Schnitt doppelt so viel Regen wie in Kagbeni).[4]
- Tatopani, (⊙) weitere 20 km flussabwärts, südlich des Hauptkamms, 1200 m: Diese Gegend ist bereits feucht-tropisch geprägt, was sich unter anderem darin äußert, dass dort die malariaübertragende Anophelesmücke vorkommt. Im Juli, dem regenreichsten Monat, fallen im Schnitt 377 mm (Jahresmittel 1641 mm), d. h. dort fällt im Juli durchschnittlich mehr Regen als in Kagbeni über das ganze Jahr.[5] Die Landwirtschaft umfasst unter anderem den Anbau von Bananen und Reis.

Aufgrund der Lage an der Leeseite des Gebirges können in dem nördlich des Himalaya-Hauptkammes gelegenen Teil des Flusstales, etwa flussaufwärts von Larjung (⊙), nachmittags Talwinde aus Süd in Sturmstärke auftreten. Daher wird Jomsom in der Regel vormittags angeflogen.

### Zweittiefstes Tal der Welt

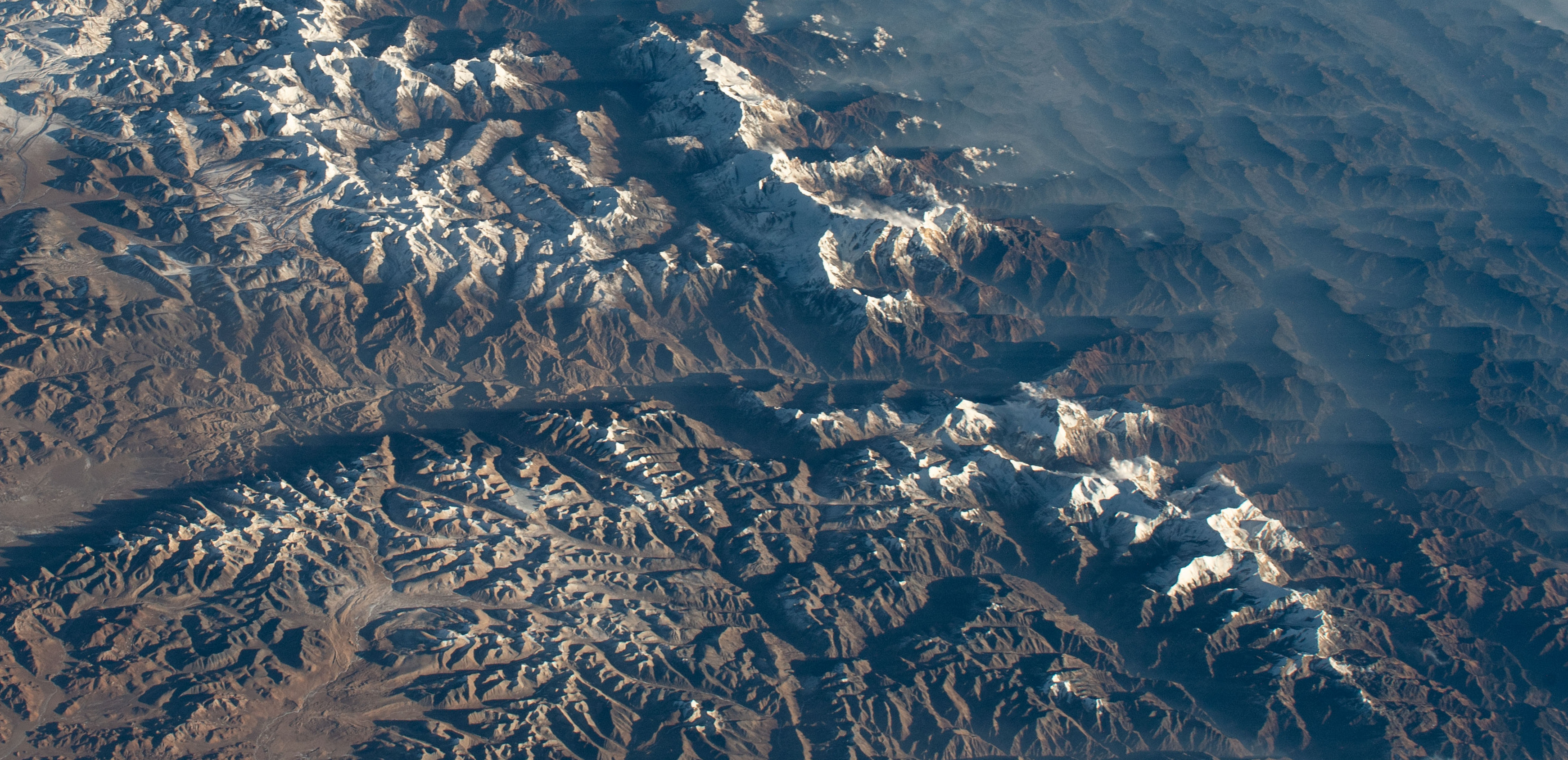
Der tiefe Graben mit der Kali-Gandaki-Schlucht und den Gipfeln des Nilgiri Himal und Dhaulagiri Himal

Das Kali-Gandaki-Tal bietet einen interessanten Superlativ: Zwischen Kalopani und Larjung, dort wo das Tal den Hauptkamm des Himalaya durchschneidet, liegt auf ca. 2540 m die Sohle des zweittiefsten Tales der Welt. Der Höhenunterschied zwischen der Talsohle und dem ca. 12 km westlich liegenden Gipfel des Dhaulagiri (8167 m) beträgt dort mehr als 5600 m. Östlich des Tals erhebt sich die Annapurna (8091 m). Beide Gipfel sind etwa 34 km voneinander entfernt.

## Geschichte
Die Gegend hat eine reiche Geschichte. Funde aus der Eisenzeit deuten auf eine frühe Besiedlung hin. Im Quellgebiet der Kali Gandaki liegt das mystisch verklärte und erst seit wenigen Jahren zugängliche obere Mustang mit dem Hauptort Lo Manthang. Das Flusstal ist eines der beliebtesten Trekkingziele des Landes, der Westteil des Annapurna Circuits führt großteils durch das Tal. Es liegt in der Annapurna Conservation Area und Touristen müssen für den Eintritt eine Erlaubnis erwerben, die an Kontrollposten vorgezeigt werden muss. Dafür werden unter anderem die Wege und Hängebrücken instand gehalten und Pflegemaßnahmen durchgeführt. Dennoch kann es vorkommen, dass man mit den Reparaturen, besonders während der Monsunzeit, nicht nachkommt.

## Wasserkraft
Wenige Kilometer nördlich von Tansen entstand vor wenigen Jahren das größte Wasserkraftwerk Nepals, Kali Gandaki A: Über Stollen wurde, das Gefälle ausnutzend, eine etwa 45 km lange Flussbiegung kurzgeschlossen. In der Trockenzeit fließt in dieser Schleife über eine Strecke von ca. 20 km nunmehr kaum noch Wasser, so dass nachteilige Auswirkungen auf die Fauna des Flusses befürchtet werden.

## Straßenbau und Elektrifizierung verändern das Leben im Tal
Nachdem die Menschen bis zum Ende des 20. Jahrhunderts zu Fuß unterwegs gewesen waren und für Warentransporte Maultierkarawanen eingesetzt wurden, beginnt sich das Leben in diesem Tal durch die Anbindung an das Straßennetz von Grund auf zu verändern. So kann man heute auf Asphalt mit dem Bus von Pokhara bis Kagbeni fahren; bis Muktinath und Lo Manthang ist die auf diesem Teilstück nicht asphaltierte Piste für Geländewagen und Motorräder saisonal wegen des Monsuns eingeschränkt befahrbar. Auch die Elektrifizierung der Ortschaften ist weit vorangeschritten, was ebenfalls eine tiefgreifende Veränderung der Lebensweise zur Folge hat.

## Shaligrama Steine
In der Kali-Gandaki gefundene schwarze Fossilien (u. a. Ammoniten) und Steine werden als Shaligram(a) Shil(a) bezeichnet. Diesen Steinen kommt im Hinduismus eine besondere religiöse Bedeutung zu, je nach Form des Steines gelten sie als eine der vielen Manifestationen des Gottes Vishnu und werden als solche auch verehrt und mit Opfern bedacht.